# Вільям Ровен Гамільтон
Сер Ві́льям Ро́вен Га́мільтон (англ. William Rowan Hamilton; 4 серпня 1805 — 2 вересня 1865) — ірландський і один з найкращих світових математиків XIX століття. Зробив внески в алгебру, теорію диференціальних рівнянь, фізику, астрономію, оптику, динаміку.

## Біографія
Народився в Дубліні у родині юриста. Через фінансові труднощі з трьох років його виховував стрий (дядько за батьком) — Джеймс Гамільтон, вікарій та вчитель. Уже в дитинстві проявив незвичайне обдарування. У 7 років він знав єврейську мову; у 12 — під керівництвом свого дядька, хорошого лінгвіста, знав уже 12 мов і серед них перську, арабську та малайську. У 12 років він добре рахував подумки; коли в той час показували в Дубліні американського хлопчика, Кольбурна, що швидко розв'язував різні арифметичні задачі, то Гамільтон не поступався останньому. За 2 роки перед цим він випадково отримав латинський переклад «Елементів геометрії» Евкліда і вивчив цей твір; у 13 років Гамільтон прочитав «Arithmetica Universalis» Ньютона; у 16 років — велику частину «Principia», в 17 років — почав вивчення «Mécanique Céleste» Лапласа.
Вступивши в Trinity College у Дубліні, він показав такі блискучі здібності, що у 22 роки був призначений професором астрономії в Дублінському університеті. У 1835 році, будучи секретарем Britisch Association, що зібралася того року в Дубліні, Гамільтон отримав титул баронета від віце-короля Ірландії. У 1837 обраний президентом Королівської ірландської академії і членом-кореспондентом Петербурзької академії наук. Його твори носять знак геніальності, і можна сказати, що в них він випередив своїх сучасників.

## Науковий внесок
Перша з його чудових робіт, названа спочатку «Caustics», була представлена в 1823 році докторові Брінклею, попередникові Гамільтона по кафедрі, потім, після великих доповнень і роз'яснень, надрукована в 1828 році в «Transactions of the Royal Irish Academy» під заголовком «Theory of Systems of Rays». Пізніше у записках з'явилися три доповнення до цієї статті, в третьому з яких було теоретично доведено, що кристали з двома оптичними осями, в яких спостерігається подвійне променезаломлення, повинні мати властивість конічного променезаломлення в напрямах осей. Значні мемуари «On а general method in Dynamics», поміщені в «Philosophical Transactions» у 1834 і 1835 роках, містять у собі найважливіші відкриття з механіки та теорії інтегрування систем диференціальних рівнянь, розвинені потім математиком Якобі. У цих мемуарах Гамільтон привів систему диференціальних рівнянь (другого порядку) рухомої матеріальної системи до подвоєного числа диференціальних рівнянь першого порядку, представлених у канонічному вигляді; відкрив новий метод отримання розв'язків цих рівнянь, який полягає в тому, що потрібно знайти повний інтеграл деякого диференціального рівняння з частинними похідними першого порядку і тоді шукані розв'язки будуть отримані за певними загальними формулами без жодного інтегрування. Ці ж мемуари вказали можливість отримання диференціальних рівнянь руху, виходячи з нового принципу, названого принципом Гамільтона. Гамільтону також належить введення в механіку особливого наочного прийому зображення змін величин і напрямів швидкості точки, що здійснює довільний прямо— або криволінійний рух (див. Годограф).
Також Гамільтон поклав початок ученню про кватерніони.